# 武蔵資料館
武蔵資料館（むさししりょうかん、Musashi Museum）は岡山県美作市の武蔵の里の宿泊施設・武蔵の里五輪坊にある資料館。 
宮本武蔵作の絵画、彫刻、小柄、頬当などの武具・工芸品と、ゆかりの作品を展示。剣聖そして芸術家としての武蔵を紹介する。

## 主な展示品
- 達磨頂相図 - 宮本武蔵作、江戸時代初期、　軸縦163糎　軸横39糎　絵縦83糎　絵横28糎、左右に位置した竜の図の三幅対のうちの一つ
- 瓢箪鯰図鐔 - 宮本武蔵作、江戸時代、竪長さ7.6厘　横長さ7.3厘　耳の長さ0.45～0.5厘、変り丸型、素銅地、鋤出高彫、毛彫、片櫃堰孔、丸耳
- 瓢箪鯰図鐔 - 宮本武蔵作
- 頬当て - 宮本武蔵作
- 海鼠透鐔 - 宮本武蔵作
- 小柄 - 宮本武蔵作
- 闘鶏図 - 九代目宮川泰孝書
- 宮本武蔵伝木刀拓本 - 青木鉄心書
- 宮本武蔵生誕地碑の揮
- 「兵法二天一流」の書 - 宮川規心書
- 「兵法二天一流」の書 - 九代目宮川泰孝
- 「兵法二天一流」の書 - 八代目青木鉄心

## 利用情報
開館時間
- 午前9時～午後5時

入館料　　　　
- 一般：500円、小学生：200円、小学生未満：無料
- 団体（15名以上）は1割引
- ただし五輪坊、交流館の宿泊客は無料

## 交通アクセス
- 智頭急行智頭線 宮本武蔵駅 徒歩15分
  - 特急「スーパーいなば」、「スーパーはくと」乗車の場合は大原駅下車
- 中国自動車道 佐用ICから約20分